# China continental

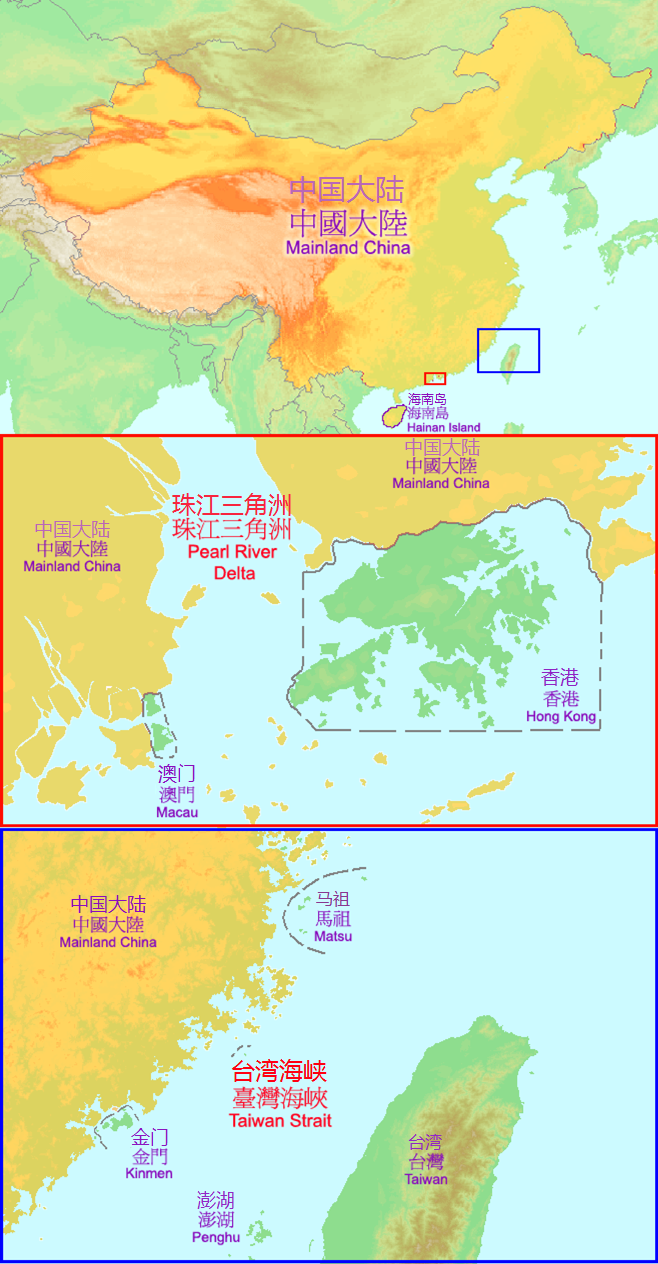
Mapa de las tres zonas en que se suele dividir el área geográfica de China: de arriba abajo, China continental, las regiones de Hong Kong y Macao, y la República de China (Taiwán).

China continental (en chino simplificado, 中国大陆; en chino tradicional, 中國大陸; pinyin: Zhōnggúo Dàlù, literalmente «continente chino») es la denominación convencional para la zona de China bajo la soberanía efectiva de la República Popular China, sin incluir a las regiones administrativas especiales de Hong Kong y Macao, antiguas colonias europeas, ni a la isla de Taiwán o Formosa. Esta última, junto con varios archipiélagos menores como las islas Pescadores, Kinmen (o Quemoy), Matsu y otras, que se encuentran bajo la soberanía efectiva del régimen de la República de China, vestigio de la primera República de China que gobernó hasta la victoria de las fuerzas del Partido Comunista de China al final de la guerra civil china en 1949.

## Extensión del término
Hasta la retrocesión a China de las antiguas colonias británica y portuguesa de Hong Kong y Macao respectivamente, el nombre de «China continental» se utilizaba para referirse a China excluyendo a Taiwán. Desde la asunción por parte de la República Popular China de la soberanía sobre Hong Kong y Macao, este nombre excluye también por lo general a estos dos territorios, incluso después de las unificaciones y del desarrollo de la idea de «Un país, dos sistemas».
En este sentido, debe notarse que «China continental» es una denominación geopolítica y no estrictamente geográfica. La isla de Hainan, por ejemplo, se considera parte de la China continental, mientras que la península de Macao o los Nuevos Territorios de Hong Kong no se consideran parte de esta.

### Uso en Taiwán
En la República de China (Taiwán), el uso del nombre «China continental» es habitual entre quienes defienden la identidad cultural china de la isla. En el uso taiwanés, el nombre a menudo no incluye a Hong Kong ni Macao. Muchos partidarios de la independencia formal de Taiwán rechazan, sin embargo, el uso de esta denominación, al considerar que no hay un mismo país a ambos lados del canal.
Durante la Guerra Fría y especialmente hasta los años 1970, cuando muchos países occidentales aún reconocían al régimen taiwanés como gobierno legítimo de toda China, era habitual también la denominación «China comunista» o «China roja»; esta última, claramente despectiva, pero que era utilizada de manera habitual por el Gobierno de los Estados Unidos hasta la mejora de las relaciones entre los dos países.